# Некудот

«І сказав Бог: „Нехай збереться вода…»;
чорні — літери, червоні — знаки оголосу, сині — знаки кантиляції

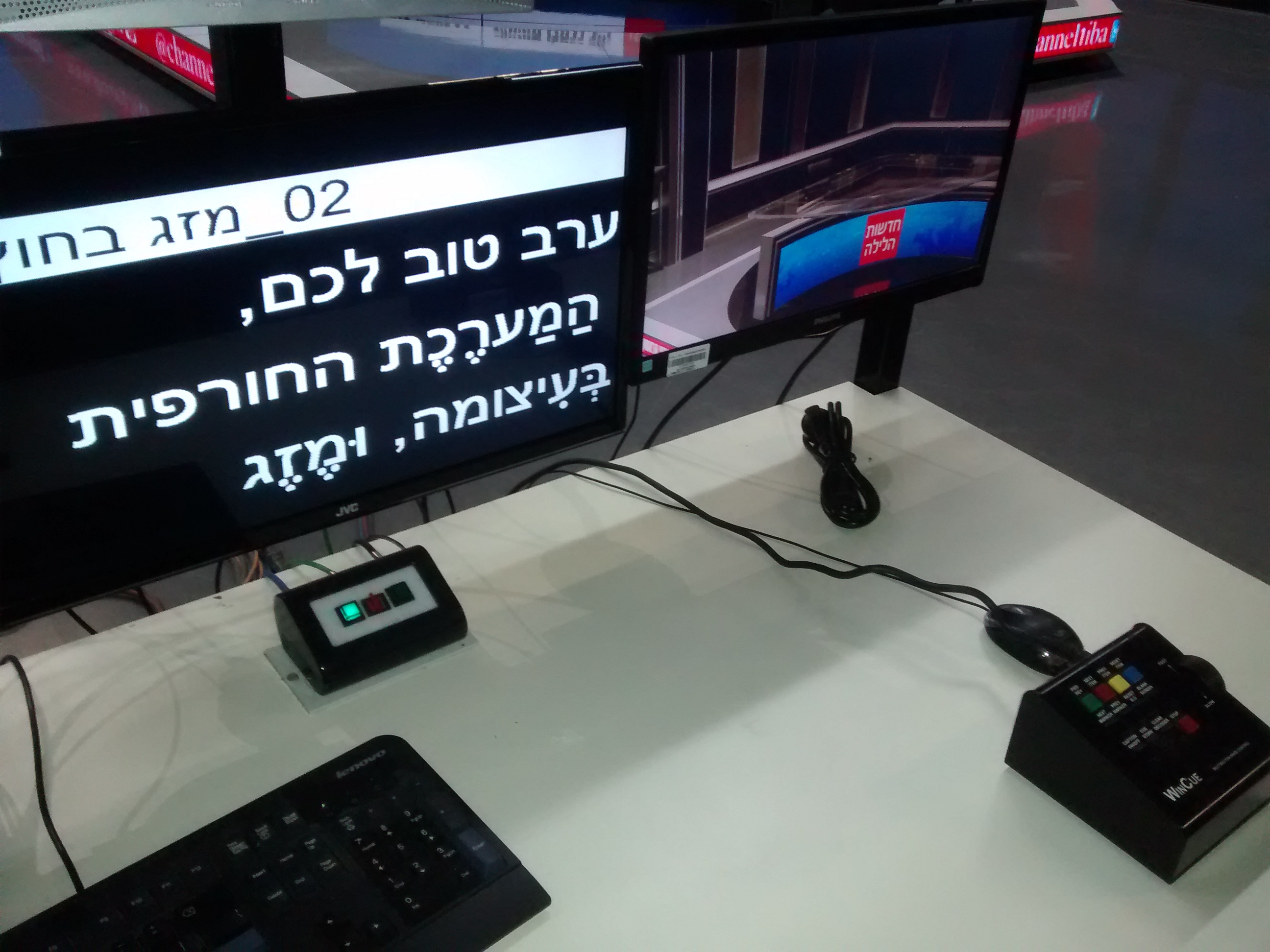
Використання знаків некудот для ведучих на телебаченні

В орфографії івриту некудот чи некуддот (івр. נִקּוּד, нікуд, сучасна вимова: nīqqūd, тиверіадська вимова: nīqqūḏ, «проставляння крапок, вказування» чи івр. נְקֻדּוֹת‎, сучасна вимова: nəqudōt, тиверіадська вимова: nequdōṯ, «крапки») — це система діакритичних знаків, які використовуються, щоб позначити голосні чи розрізнити альтернативну вимову літер староєврейської абетки. Декілька таких діакритичних систем було розроблено у ранньому середньовіччі. Найбільш поширену систему, і єдину, яку все ще використовують, створила група переписувачів та вчених (масорети з Тиверіади) у другій половині I тис. н. е. у Землі Ізраїльській (див. «Масоретський текст», «Тиверіадський іврит»). Текст, записаний з використанням знаків некудот, називається «ктів менукад» (івр. כתיב מנוקד, «письмо з некудот»).
Знаки некудот (знаки оголосу) є невеликими, у порівнянні з літерами, тому їх можна додавати, не переписуючи тексти, автори яких їх не передбачали.
У сучасній ізраїльській орфографії знаки некудот використовуються рідко, тільки у певних текстах, таких як словники, поезія або тексти для дітей чи для нових іммігрантів до Ізраїлю. Також була розроблена система правопису без знаків некудот, відома на івриті як «ктів мале» (івр. כְּתִיב מָלֵא , букв. «повне письмо»). Її було офіційно стандартизовано в «Правилах правопису без некудот» (івр. כְּלָלֵי הַכְּתִיב חֲסַר הַנִּקּוּד), які прийняла Академія мови іврит в 1996 році, а оновила в 2017 році.
Однією з причин звуження використання знаків некудот є те, що система більше не відображає поточну вимову. У сучасному івриті «цере» вимовляється так само, як і «сеґоль», хоча вони відрізнялися в тиверіадському івриті, а «патах» — так само, як «камац». Для молодшого покоління носіїв івриту ці відмінності здаються довільними та безглуздими; з іншого боку, пуристи івриту безкомпромісно відкинули ідею змінити основу знаків некудот і пристосувати їх до поточної вимови — в результаті чого на практиці знаки некудот все більше виходять із вжитку.
За словами ізраїльського мовознавця Ґільада Цукермана, відсутність знаків некудот в тій мові, яку він називає «ізраїльською» (сучасний іврит), часто призводить до «неправильної вимови». Наприклад, івритська лексична одиниця «מתאבנים» часто вимовляється як «мітабн́ім» (букв. «стаючи скам'янілими» (чоловічий рід, множина)), від івритського «אבן» («евен», «камінь»), замість «метаавн́ім» («закуски»), яке походить від івритського «תאבון» («теав́он», «апетит»). Іншим прикладом є топонім «מעלה אדומים», який часто вимовляється як «маал́е едом́ім» замість «маал́е адум́ім» (цей топонім зустрічається у книзі Ісуса Навина (Єг. 15:7, Єг. 18:17). Для топоніма «יטבתה», згаданого у книзі «Повторення Закону» (5 М. 10:7), замість «йотв́ата» використовується гіперправильна «йответ́́́а». Прізвище американської актриси Фарри Фосетт (івр. פארה פוסט) багато ізраїльтян часто вимовляють як «фост» замість «ф́осет».

## Демонстрація
У цій таблиці використовуються приголосні букви ב‬, ח‬ чи ש‬ де це доцільно, щоб продемонструвати, де розміщуються знаки некудот відносно до приголосної, яку вони оголошують. Будь-які інші зображені літери насправді є частиною голосної. Зауважте, що в різних традиціях є певні відмінності в тому, як саме вимовляються деякі голосні. У таблиці нижче показано, як більшість ізраїльтян вимовляла б їх, але класична вимова ашкеназі, наприклад, відрізняється в кількох аспектах.
Ця демонстрація працюватиме у браузерах Internet Explorer та Mozilla, принаймні, в деяких випадках, але в більшості інших браузерах Windows, діакритики не будуть поєднуватися з приголосними. Це дуже добре працює, коли до джерела HTML додано «dir=rtl». Це пояснюється тим, що на даний момент механізм текстового відображення Windows не поєднує знаки некудот автоматично. За винятком зазначених випадків, знаки оголосу мають з'являтися безпосередньо під літерами, а супровідна «голосна буква» для форми «мале» («довга, повна») буде після літер.
Примітка щодо IPA: символи транскрипції пов'язані зі статтями про звуки, які вони представляють. Діакритика ˘ (бревіс) вказує на короткий голосний; символ трикутної двокрапки ː вказує на те, що голосний є довгим.
| Символ       | Прийнята назва                            | Альтернативна назва                         | Тип                           | Наукова назва | Іврит                          | IPA                                       | Транслітерація | Коментарі |
| ------------ | ----------------------------------------- | ------------------------------------------- | ----------------------------- | ------------- | ------------------------------ | ----------------------------------------- | --- | --- |
| בְ‬            | шва                                       | шева                                        | Ізраїльський                  | shva          | שְׁוָא                            | [e̞] чи Ø                                  | ə, e, ’, чи нічого | у сучасному івриті, шва представляє або /e/ або Ø, незважаючи на традиційну її класифікацію як шва нах (івр. שווא נח) чи шва на (івр. שווא נע), див. також ці таблиці: \| некудот \| шва, яка позначає голосний /e/ \| шва, яка позначає Ø (відсутність голосного) \| \| ---------- \| ----------------------------------------- \| ------------------------------------------- \| \| шва-нах[a] \| - קִמַּטְתְּ [kiˈmate̞t] - הִתְמוֹטַטְתְּ [hitmo̞ˈtate̞t] \| - קִפַּלְתְּ [kiˈpalt] - הִתְקַפַּלְתְּ [hitkaˈpalt] \| \| шва-на \| - שָׁדְדוּ [ʃade̞ˈdu] - לְאַט [le̞ˈat] \| - שָׂרְדוּ [sarˈdu] - זְמַן [zman] \| |
| בְ‬            | шва                                       | шева                                        | Тиверіадський                 | šəwâ          | שְׁוָא                            | - [ɐ̆] - [ɛ̆] - [ĕ] - [ĭ] - [ɔ̆] - [ŏ] - [ŭ] | | у сучасному івриті, шва представляє або /e/ або Ø, незважаючи на традиційну її класифікацію як шва нах (івр. שווא נח) чи шва на (івр. שווא נע), див. також ці таблиці: \| некудот \| шва, яка позначає голосний /e/ \| шва, яка позначає Ø (відсутність голосного) \| \| ---------- \| ----------------------------------------- \| ------------------------------------------- \| \| шва-нах[a] \| - קִמַּטְתְּ [kiˈmate̞t] - הִתְמוֹטַטְתְּ [hitmo̞ˈtate̞t] \| - קִפַּלְתְּ [kiˈpalt] - הִתְקַפַּלְתְּ [hitkaˈpalt] \| \| шва-на \| - שָׁדְדוּ [ʃade̞ˈdu] - לְאַט [le̞ˈat] \| - שָׂרְדוּ [sarˈdu] - זְמַן [zman] \| |
| חֱ‬            | зменшений сеґоль                          | хатаф-сеґоль                                | Ізраїльський                  | ẖataf seggol  | חֲטַף סֶגּוֹל                       | [e̞]                                       | e | |
| חֱ‬            | зменшений сеґоль                          | хатаф-сеґоль                                | Тиверіадський                 | ḥăṭep̄ səḡôl   | חֲטֶף סְגוֹל                       | [ɛ̆]                                       | ĕ | |
| חֲ‬            | зменшений патах                           | хатаф-патах                                 | Ізраїльський                  | ẖataf pataẖ   | חֲטַף פַּתַח                        | [a]                                       | a | |
| חֲ‬            | зменшений патах                           | хатаф-патах                                 | Тиверіадський                 | ḥăṭep̄ páṯaḥ   | חֲטֶף פַּתַח                        | [ɐ̆]                                       | ă | |
| חֳ‬            | зменшений камац                           | хатаф-камац                                 | Ізраїльський                  | ẖataf kamats  | חֲטַף קָמָץ                        | [o̞]                                       | o | |
| חֳ‬            | зменшений камац                           | хатаф-камац                                 | Тиверіадський                 | ḥăṭep̄ qāmeṣ   | חֲטֶף קָמָץ                        | [ɔ̆]                                       | ŏ | |
| בִ‬            | хірік                                     | хірик                                       | Ізраїльський                  | ẖirik         | חִירִיק                          | [i]                                       | i | зазвичай підвищується до хірік-малей в ізраїльському письмі для уникнення неоднозначностей |
| בִ‬            | хірік                                     | хірик                                       | Тиверіадський                 | ḥîreq         | חִירֶק                           | [i] чи [iː]                               | i or í | |
| בִי‬           | хірік-малей                               | хірік-юд                                    | Ізраїльський                  | ẖirik male    | חִירִיק מָלֵא                      | [i]                                       | i | |
| בִי‬           | хірік-малей                               | хірік-юд                                    | Тиверіадський                 | ḥîreq mālê    | חִירֶק מָלֵא                       | [iː]                                      | î | |
| בֵ‬            | цейре                                     | цере, цейрей                                | Ізраїльський                  | tsere         | צֵירֵי                           | [e̞]                                       | e | |
| בֵ‬            | цейре                                     | цере, цейрей                                | Тиверіадський                 | ṣērê          | צֵרי                            | [eː]                                      | ē | |
| בֵי‬, בֵה‬, בֵא‬   | цейре малей                               | цере-юд, цейрей-юд                          | Ізраїльський                  | tsere male    | צֵירֵי מָלֵא                       | [e̞]                                       | e | Частіше ei (IPA [ei̯]). |
| בֵי‬, בֵה‬, בֵא‬   | цейре малей                               | цере-юд, цейрей-юд                          | Тиверіадський                 | ṣērê mālê     | צֵרֵי מָלֵא                        | [eː]                                      | ê | |
| בֶ‬            | сеґоль                                    | сеґол                                       | Ізраїльський                  | seggol        | סֶגּוֹל                           | [e̞]                                       | e | |
| בֶ‬            | сеґоль                                    | сеґол                                       | Тиверіадський                 | səḡôl         | סְגוֹל‬                           | [ɛ] чи [ɛː]                               | e чи é | |
| בֶי‬, בֶה‬, בֶא‬   | сеґоль-малей                              | сеґоль-юд                                   | Ізраїльський                  | seggol male   | סֶגּוֹל מָלֵא                       | [e̞]                                       | e | якщо після нього є юд, то частіше це ei (IPA [ei̯]) |
| בֶי‬, בֶה‬, בֶא‬   | сеґоль-малей                              | сеґоль-юд                                   | Тиверіадський                 | səḡôl mālê    | סְגוֹל מָלֵא                       | [ɛː]                                      | ệ | |
| בַ‬            | патах                                     | патах                                       | Ізраїльський                  | pataẖ         | פַּתַח                            | [a]                                       | a | патах на літерах ח‬, ע‬, ה‬ у кінці слова означає звучання перед літерою, не після неї. Відповідно, נֹחַ («Ной») вимовляється як /ˈno.ax/. Це виникає тільки в кінці слова, і тільки з патахом та ח‬, ע‬, і הּ‬ (тобто, ה‬ з крапкою посередині (маппік)). Це явище іноді називається патах-ґанув (פַּתַח גָּנוּב) чи «вкрадений» патах (більш формально, «прихований патах»), оскільки звук «краде» уявну епентетичну приголосну, щоб утворити додатковий склад |
| בַ‬            | патах                                     | патах                                       | Тиверіадський                 | páṯaḥ         | פַּתַח                            | [ɐ] чи [ɐː]                               | a чи á | |
| בַה‬, בַא‬       | патах-малей                               | патах-хе                                    | Ізраїльський                  | pataẖ male    | פַּתַח מָלֵא                        | [a]                                       | a | |
| בַה‬, בַא‬       | патах-малей                               | патах-хе                                    | Тиверіадський                 | páṯaḥ mālê    | פַּתַח מָלֵא                        | [ɐː]                                      | ậ | |
| בָ‬            | камац-ґадоль                              | камац                                       | Ізраїльський                  | kamats gadol  | קָמַץ גָּדוֹל                       | [a]                                       | a | |
| בָ‬            | камац-ґадоль                              | камац                                       | Тиверіадський                 | qāmeṣ gāḏôl   | קָמֶץ גָּדוֹל                       | [ɔː]                                      | ā | |
| בָה‬, בָא‬       | камац-мале                                | камац-хе                                    | Ізраїльський                  | kamats male   | קָמַץ מָלֵא                        | [a]                                       | a | |
| בָה‬, בָא‬       | камац-мале                                | камац-хе                                    | Тиверіадський                 | qāmeṣ mālê    | קָמֶץ מָלֵא                        | [ɔː]                                      | â | |
| בָ‬            | камац-катан                               | камац-хатуф                                 | Ізраїльський                  | kamats katan  | קָמַץ קָטָן                        | [o̞]                                       | o | зазвичай підвищується до холам-мале в ізраїльському письмі, щоб уникнути неоднозначності. І щоб не сплутати з хатаф-камац |
| בָ‬            | камац-катан                               | камац-хатуф                                 | Тиверіадський                 | qāmeṣ qāṭān   | קָמֶץ קָטָן                        | [ɔ]                                       | o | |
| בֹ‬            | холам                                     | холам                                       | Ізраїльський                  | ẖolam         | חוֹלָם                           | [o̞]                                       | o | зазвичай підвищується до холам-мале в ізраїльському письмі для уникнення неоднозначності. Холам пишеться над приголосною у лівому куту чи зверху трохи зліва (тобто, після) літери |
| בֹ‬            | холам                                     | холам                                       | Тиверіадський                 | ḥōlem         | חֹלֶם                            | [oː]                                      | ō | |
| בוֹ‬, בֹה‬, בֹא‬   | холам-мале                                |                                             | Ізраїльський                  | ẖolam male    | חוֹלָם מָלֵא                       | [o̞]                                       | o | Холам пишеться у звичайній позицій відносно головної приголосної (зверху і трохи зліва), що розміщує його прямо над літерою «вав» |
| בוֹ‬, בֹה‬, בֹא‬   | холам-мале                                | Тиверіадський                               | ḥōlem mālê                    | חֹלֶם מָלֵא       | [oː]                           | ô                                         | | |
| בֻ‬            | кубуц                                     | кубуц (шурук — ашкеназі)                    | Ізраїльський                  | kubbuts       | קֻבּוּץ                           | [u]                                       | u | зазвичай підвищується до шурук в ізраїльському письмі для уникнення неоднозначностей |
| בֻ‬            | кубуц                                     | кубуц (шурук — ашкеназі)                    | Тиверіадський                 | qibbûṣ        | קִבּוּץ                           | [u] чи [uː]                               | u чи ú | |
| בוּ‬, בוּה‬, בוּא‬ | шурук                                     | шурук (мелопум — ашкеназі)                  | Ізраїльський                  | shuruk        | שׁוּרוּק                          | [u]                                       | u | шурук пишеться після приголосної, яку він оголошує (до приголосної, після якої вимовляється голосна /u/). Крапка у шурук така ж сама, що й у даґеш, тому шурук і вав зі знаком даґеш неможливо розрізнити (див. нижче) |
| בוּ‬, בוּה‬, בוּא‬ | шурук                                     | шурук (мелопум — ашкеназі)                  | Тиверіадський                 | šûreq         | שׁוּרֶק                           | [uː]                                      | û | |
| בּ‬            | даґеш                                     | даґеш                                       | Ізраїльський                  | dagesh        | דָּגֵשׁ                            | різниться                                 | різниться | не голосна, «даґеш» відноситься до двох окремих граматичних явищ: 1. «даґеш-каль», який вказує на проривний (а не фрикативний) варіант будь-якої з літер ряду «בגדכפת‎» (у давньоєврейській формі івриту ця різниця була алофонічна; в ізраїльському івриті літери ג, ד та ת‎ з «даґеш-каль» чи без нього не відрізняються акустично та фонологічно, тоді як проривні та фрикативні варіанти ב‎, כ та פ‎ є іноді алофонічні, а іноді цілком з відмінними фонемами (наприклад, «אִפֵּר» /iˈper/ «нанесений макіяж» vs. «אִפֵר» /iˈfer/ «зола»). 1. «даґеш-хазак», який вказує на ґемінацію (продовжена вимова) приголосних, але якя, хоча й представлена у більшості випадків, коли транслітерація робиться за стандартами Академії мови іврит, є акустично і фонологічно відсутня у сучасному івриті (зрідка використовується у драматичних чи комічних декламаціяї, у деяких запозичених словах, наприклад, кілька арабських слів ненорммативної лексики; та коли потрібно підкреслити вимову, щоб уникнути неоднозначності). Для більшості літер даґеш пишеться всередині символів, ближче до центру, якщо можливо, але конкретне положення залежить від літери (у деяких літер відсутній відкритий простір по центру, і у тих випадках даґеш пишеться біля літери, як юд. Гортанні приголосні (אהחע‬) та «реш» (ר‬) не приймають даґеш, хоча літера «г» (ה‬) (і рідко — א‬) можуть мати «маппік» (який пишеться так само як «даґеш») у кінці слова, щоб позначити, що літера не означає голосну, а є приголосною. До отриманої форми все ще можна додати діакритичний знак некудот, який позначає голосну. |
| בּ‬            | даґеш                                     | даґеш                                       | Тиверіадський                 | dāḡēš         | דָּגֵשׁ‬                            |                                           | | не голосна, «даґеш» відноситься до двох окремих граматичних явищ: 1. «даґеш-каль», який вказує на проривний (а не фрикативний) варіант будь-якої з літер ряду «בגדכפת‎» (у давньоєврейській формі івриту ця різниця була алофонічна; в ізраїльському івриті літери ג, ד та ת‎ з «даґеш-каль» чи без нього не відрізняються акустично та фонологічно, тоді як проривні та фрикативні варіанти ב‎, כ та פ‎ є іноді алофонічні, а іноді цілком з відмінними фонемами (наприклад, «אִפֵּר» /iˈper/ «нанесений макіяж» vs. «אִפֵר» /iˈfer/ «зола»). 1. «даґеш-хазак», який вказує на ґемінацію (продовжена вимова) приголосних, але якя, хоча й представлена у більшості випадків, коли транслітерація робиться за стандартами Академії мови іврит, є акустично і фонологічно відсутня у сучасному івриті (зрідка використовується у драматичних чи комічних декламаціяї, у деяких запозичених словах, наприклад, кілька арабських слів ненорммативної лексики; та коли потрібно підкреслити вимову, щоб уникнути неоднозначності). Для більшості літер даґеш пишеться всередині символів, ближче до центру, якщо можливо, але конкретне положення залежить від літери (у деяких літер відсутній відкритий простір по центру, і у тих випадках даґеш пишеться біля літери, як юд. Гортанні приголосні (אהחע‬) та «реш» (ר‬) не приймають даґеш, хоча літера «г» (ה‬) (і рідко — א‬) можуть мати «маппік» (який пишеться так само як «даґеш») у кінці слова, щоб позначити, що літера не означає голосну, а є приголосною. До отриманої форми все ще можна додати діакритичний знак некудот, який позначає голосну. |
| בֿ‬            | рафе                                      |                                             | Ізраїльський                  | rafe          | רָפֵה                            | [◌̚] чи Ø                                  | a˺, e˺, i˺, o˺, чи u˺ | Більше не використовується в івриті. Все ще використовується у їдиші (особливо за стандартами YIVO), щоб розрізнити різні пари літер. Деякі давні рукописи містять даґеш або рафе біля майже кожної літери. Він також використовується, щоб показати, що літера ה‬ чи א‬ не читається. В особливому випадку тексту Десяти заповідей, який має дві різні традиції речитативного співу, які часто вказуються разом, зустрічаються окремі літери і з даґеш, і з рафе, якщо звучання тверде чи м'яке у різних традиціях. |
| בֿ‬            | рафе                                      | Тиверіадський                               | rɔfa                          | [◌̆]           | רָפֵה                            | ă, ĕ, ĭ, чи ŭ                             | знак некудот, але не голосна. Використовується як «анти-даґеш», щоб показати, що літера з «בגדכפת‎» є м'яка, а не тверда; чи (іноді) що головна не подвоюється; чи що літера як ה‬ чи א‬ не вимовляється | |
| שׁ‬            | шін-дот                                   | шін-дот                                     | Ізраїльський та тиверіадський | šin dot       | שִׁי"ן, שִׁי״ן יְמָנִית, «правий шін» | [ʃ]                                       | š/sh | знак некудот, але не голосна (окрім тих випадків, коли друкарський шрифт призводить до поєднання зранку холам попередньої літери і літери шін із шін-дот). Крапка для знаку шін пишеться над правою (першою) лінією літери. Зазвичай передається як «ш» |
| שׂ‬            | сін-дот                                   | сін-дот                                     | Ізраїльський                  | śin dot       | שִׂי"ן, שִׁי״ן שְׂמָאלִית, «лівий шін» | [s]                                       | ś/s | знак некудот, але не голосна (окрім тих випадків, коли друкарський шрифт призводить до поєднання зранку холам попередньої літери і літери сін із сін-дот). Крапка для знаку сін пишеться над лівою (третьою) лінією літери. Зазвичай передається як «с» |
| שׂ‬            | сін-дот                                   | сін-дот                                     | Тиверіадський                 | śin dot       | שִׂי"ן, שִׁי״ן שְׂמָאלִית, «лівий шін» | [s]                                       | ś/s | певні лінгвістичні докази існують, що це було первинно IPA [ɬ], хоча поезія та акровірші показують, що вимовлялося як /s/ з давніх часів) |
| некудот      | шва, яка позначає голосний /e/            | шва, яка позначає Ø (відсутність голосного) |                               |               |                                |                                           | | |
| шва-нах      | - קִמַּטְתְּ [kiˈmate̞t] - הִתְמוֹטַטְתְּ [hitmo̞ˈtate̞t] | - קִפַּלְתְּ [kiˈpalt] - הִתְקַפַּלְתְּ [hitkaˈpalt]      |                               |               |                                |                                           | | |
| шва-на       | - שָׁדְדוּ [ʃade̞ˈdu] - לְאַט [le̞ˈat]            | - שָׂרְדוּ [sarˈdu] - זְמַן [zman]                |                               |               |                                |                                           | | |

1. ↑  Усі шва у словах «קִמַּטְתְּ" та «הִתְמוֹטַטְתְּ», також усі позначені під літерою тет («івр. ט»), є шва-нах

## Клавіатура
І приголосні, і знаки некудот можна вводити з віртуальних графічних клавіатур, доступних у всесвітній мережі, або методами, інтегрованими в певні операційні системи.

### Microsoft Windows
- У Windows 8 або новішій версії, знаки некудот можна ввести за допомогою правого alt (або лівого alt + ctrl) + першої івритської літери у назві знаку, якщо використовується стандартна розкладка клавіатури (Hebrew Standard):[9]

| Ніккуд | Правий Alt (=AltGr) + клавіша на івриті: | Пояснення (зазвичай перша івритська літера у назві знаку некудот)                     |
| ------ | ---------------------------------------- | ------------------------------------------------------------------------------------- |
| אָ      | AltGr + ק для קָמץ (камац)                |                                                                                       |
| אַ      | AltGr + פ для פַ תח (патах)               |                                                                                       |
| בְ      | AltGr + ש для שְׁ ווא (шва)                |                                                                                       |
| בּ וּ הּ  | AltGr + ד для דּ גש (даґеш)               |                                                                                       |
| אִ      | AltGr + ח для חִ ירִיק (хірік)             |                                                                                       |
| אֶ      | AltGr + ס для סֶ גול (сеґоль)             |                                                                                       |
| אֵ      | AltGr + צ для צֵ ירֵי (цере)               |                                                                                       |
| אֹ      | AltGr + ו для חׂ ו לם (холам)             | клавіша «вав» (як голосна «o»), оскільки клавіша «хет» уже використовується для хірік |
| אֻ      | AltGr + \ для קֻבּוּץ (кубуц)               | тому що лінія «\» візуально нагадує знак «кубуц»: ֻ                                    |
| אֲ      | AltGr + [ для зменшеного патах פַ תח      | клавіша праворуч від פ                                                                |
| אֳ      | AltGr + ר для зменшеного камац קָ מץ      | клавіша праворуч від ק                                                                |
| אֱ      | AltGr + ב для зменшеного сеґоль סֶ גול    | клавіша праворуч від ס                                                                |
| שׁ      | AltGr + W для шін-дот                    | клавіша над ש, справа, оскільки крапка розміщена над ש, справа                        |
| שׂ      | AltGr + Q для сін-дот                    | клавіша над ש, зліва, оскільки крапка розміщена над ש, зліва                          |
| אֿ      | AltGr + ] для רפֿה (рафе)                 |                                                                                       |

- У Windows 7 або попередніх версіях[10] знаки некудот можна ввести, увімкнувши «Caps Lock», а потім, розташувавши курсор після літери, натиснути «Shift» і одну з клавіш у стовпці Windows нижче[11].
- Користувачі можуть налаштувати регістр так, щоб дозволити використання клавіші «Alt» з клавішею «плюс» для введення шістнадцяткового значення Unicode[12].
- Користувачі можуть використовувати «Microsoft Keyboard Layout Creator» для створення спеціальної розкладки клавіатури або можуть завантажити розкладку, створену іншими розробниками[13].

### Linux
У системах GTK+ Linux, знаки некудот можна ввести, утримуючи AltGR і натискаючи ті самі клавіші, що і для Windows нижче. Або натиснувши ctrl+shift+u, а потім відповідний 4-значний Юнікод.

### Macintosh
Використовуючи івритську розкладку клавіатури в Mac OS X, можна ввести знаки некудот, натиснувши клавішу «Option» разом із цифрою у верхньому рядку клавіатури. Інші комбінації, такі як «софіт» і «хатаф», також можна ввести, натиснувши клавішу «Shift» і цифру, або одночасно натиснувши клавішу «Shift», клавішу «Option» і цифру.
| Ввід знаків некудот | Ввід знаків некудот | Ввід знаків некудот | Ввід знаків некудот | Ввід знаків некудот | Ввід знаків некудот |
| Ввід (Windows)      | Клавіша (Windows)   | Ввід (Mac OS X)     | Unicode             | Тип                 | Результат           |
| ------------------- | ------------------- | ------------------- | ------------------- | ------------------- | ------------------- |
| ~                   |                     | 0                   | 05B0                | Шва                 | 1                   |
| 1                   |                     | 3                   | 05B1                | Зменшений сеґоль    | [1]                 |
| 2                   |                     | 1                   | 05B2                | Зменшений патах     | [1]                 |
| 3                   |                     | 2                   | 05B3                | Зменшений камац     | [1]                 |
| 4                   |                     | 4                   | 05B4                | Хірік               | [1]                 |
| 5                   |                     | 5                   | 05B5                | Цере                | [1]                 |
| 6                   |                     | 9                   | 05B6                | Сеґоль              | [1]                 |
| 7                   |                     | 6                   | 05B7                | Патах               | []                  |
| 8                   |                     | 7                   | 05B8                | Камац               | 1                   |
| 9                   |                     | А                   | 05C2                | Сін-дот (ліворуч)   | 2                   |
| 0                   |                     | М                   | 05C1                | Шін-дот (праворуч)  | 2                   |
| –                   |                     | =                   | 05B9                | Холам               | 1                   |
| = 3                 |                     | ,                   | 05BC                | Даґеш або маппік    | 1                   |
| = 3                 | У                   | 05BC                | Шурук               | 4                   |                     |
| \                   |                     | 8                   | 05BB                | Кубуц               | 1                   |

- 1 літера ס‬ («самех») представляє будь-яку приголосну івриту.
- 2 Для сін-дот та шін-дот використовується літера ש‬ («сін/шін»).
- 3 «Даґеш», «маппік» і «шурук» мають різне використання, але однакове графічне представлення, а отже, вводяться однаково.
- 4 Для відображення «шурук» використовується літера ו‬ («вав»), оскільки «шурук» може використовуватися тільки з цією літерою.
- Рафе можна ввести, вставивши відповідний символ Unicode, прямо або за допомогою налаштованої розкладки клавіатури.

SIL International розробила інший стандарт, який базується на Tiro, але додає знаки некудот поруч із «домашнім рядом». Linux поставляється зі стандартом «Ізраїль — Біблійний іврит (Тіро)» за замовчуванням. За допомогою цього знаки некудот можна вводити не натискаючи клавішу Caps Lock.

## Виноски
1. ↑  Amir Aharoni (2013). Khan, Geoffrey (ред.). Encyclopedia of Hebrew language and linguistics. Т. 3. Leiden: Brill. с. 947. ISBN 978-90-04-17642-3. The notable exception is the newspaper שער למתחיל Sha’ar LaMatchil ‘Gate for the Beginner’, intended for children and students of Hebrew, which is printed in ‘easy Hebrew’ with a limitedvocabulary and partial vocalization applied to scriptio plena.
2. ↑  כללי הכתיב חסר הניקוד [Missing spelling rules] (івр.). Архів оригіналу за 27 лютого 2009. Процитовано 12 жовтня 2019.
3. ↑  כללי הכתיב החדשים [New spelling] (івр.). Процитовано 12 жовтня 2019.
4. ↑  Galili, Ze'ev. בני פלד כ" כנעני" [Benny Peled as "Canaanite"]. Процитовано 12 жовтня 2019. Supposedly, the teachers who taught my generation knew Hebrew perfectly. They had a thorough knowledge of all the Hebrew classics as well as of modern Hebrew literature. But Hebrew was not their natural language. They had gained their knowledge of Hebrew from books, by tremendous effort. But they did not dream nor curse and did not read in Hebrew. And they subjected us, who grew up with Hebrew as our mother tongue, to a terrible torture. They demanded that we master perfectly all the niceties and nuances of a language purism which meant nothing to us. I remember when I was asked to write words with nikkud on the blackboard and made a hash of it, the teacher said "You are a total ignoramus".
5. 1 2 3 4 5  Zuckermann, Ghil'ad (2020). Revivalistics: From the Genesis of Israeli to Language Reclamation in Australia and Beyond. New York: Oxford University Press. с. 49. ISBN 9780199812790.
6. ↑  תעתיק פשוט לעורכי שילוט ומיפוי [Simple transcription for signage and mapping editors] (PDF). The Hebrew Language Academy. Архів оригіналу (PDF) за 3 липня 2014. Процитовано 12 жовтня 2019.
7. ↑  Blau (2010:69)
8. ↑  Rendsburg (1997:73)
9. ↑  כיצד לנקד בחלונות 10. (Hebrew)
10. ↑  Likewise in Windows 8 or later if, in the Hebrew options of the language settings, the keyboard is changed from «Hebrew (Standard)» to «Hebrew»–the latter being the legacy keyboard layout
11. ↑  כיצד לנקד במקלדת. (Hebrew); Typing Hebrew Niqqud (Voweling Points) in Windows 8. Архів оригіналу за 6 серпня 2020.
12. ↑  How to enter Unicode characters in Microsoft Windows. Процитовано 12 жовтня 2019.
13. ↑  Microsoft Keyboard Layout Creator 1.4. Microsoft. Процитовано 12 жовтня 2019.
14. ↑  Macintosh Hebrew Language Kit (PDF). Процитовано 12 жовтня 2019.
15. ↑  Biblical Hebrew (Tiro) keyboard manual (PDF). Процитовано 12 жовтня 2019.